# 2005 nos jogos eletrônicos

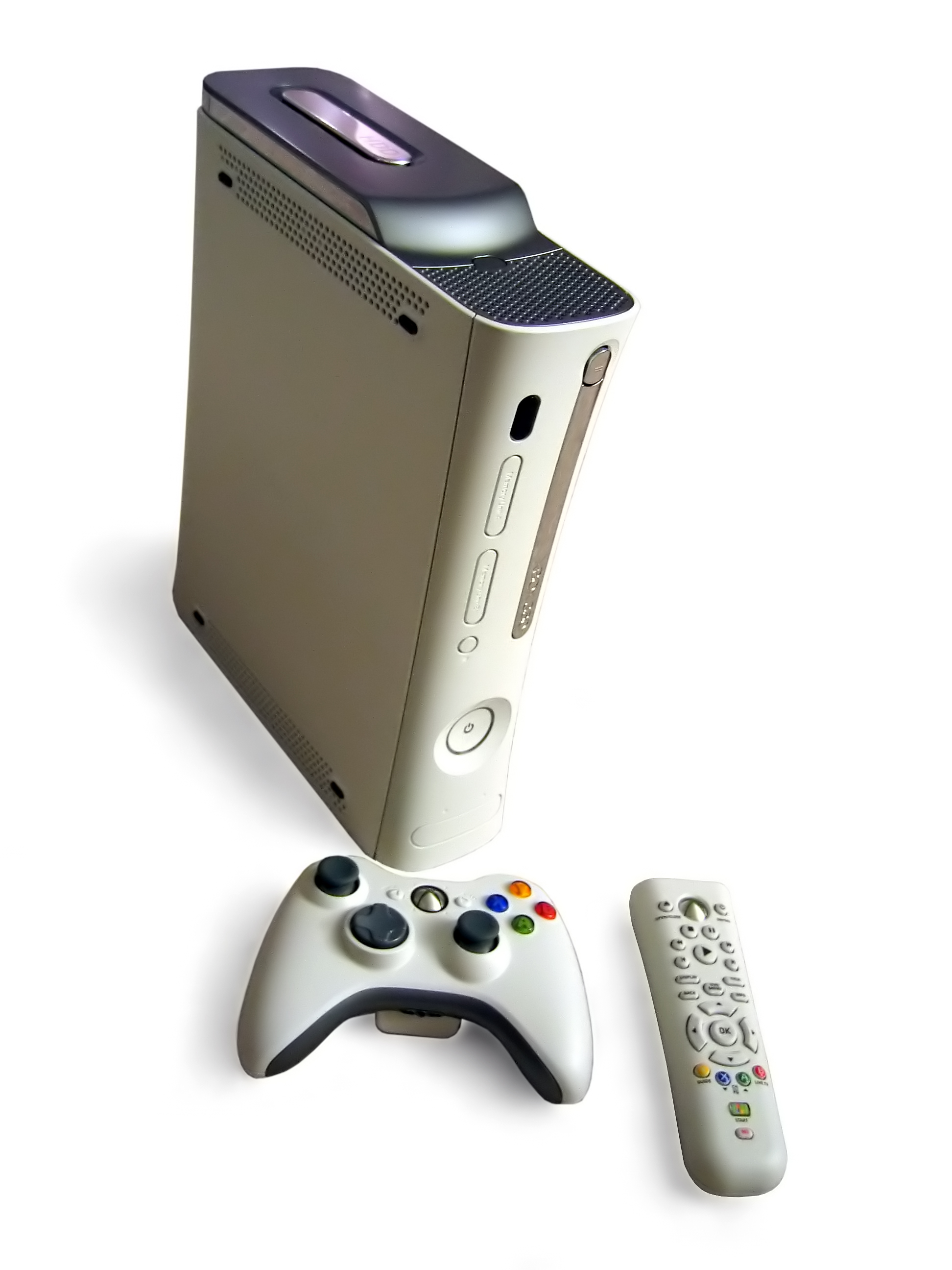
Xbox 360

O ano de 2005 teve diversos lançamentos de jogos, mas ficou mais conhecido pelo lançamento da sétima geração de consoles.

## Eventos

### Consoles
Neste ano tivemos diversos momentos de destaque na área de consoles, como a marca de consoles Xbox se fortificando, e novas tecnologias de sensores.

### Os Melhores Jogos de 2005
| Nome                                     | Genero                  | Plataforma                                                                                                 | Desenvolvedor           |
| ---------------------------------------- | ----------------------- | --- | ----------------------- |
| Need For Speed: Most Wanted              | Corrida Arcade          | Microsoft Windows, PS2, Xbox, Xbox 360, GameCube.                                                          | EA Black Box            |
| Resident Evil 4 (GOTY)                   | Horror                  | Microsoft Windows, PS2, PS3, PS4, Xbox 360, Xbox One, GameCube, Nintendo Switch, Wii, Zeebo, iOS, Android. | Capcom                  |
| Devil May Cry 3                          | Hack and Slash          | Microsoft Windows, PS2, PS3, Xbox 360.                                                                     | Capcom                  |
| Kingdom Hearts 2                         | RPG de Ação             | PS2. | Square Enix             |
| Forza Motorsport                         | Simulador               | Xbox. | Turn 10 Studios         |
| Tony Hawk's American Wasteland           | Esporte                 | Microsoft Windows, PS2, Xbox, Xbox 360, GameCube.                                                          | Neversoft               |
| Psychonauts                              | RPG de Ação             | Microsoft Windows, PS2, Xbox, Xbox 360.                                                                    | Double Fine Productions |
| Guitar Hero                              | Ritmo                   | PS2. | Harmonix Music Systems  |
| Call of Duty 2                           | Tiro em primeira pessoa | Microsoft Windows, Xbox 360, Mobile, Mac OS X.                                                             | Infinity Ward           |
| Quake 4                                  | Tiro em primeira pessoa | Microsoft Windows, Xbox 360, Linux, Mac OS X.                                                              | Raven Software          |
| Shadow of the Colossus                   | Ação-Aventura           | PS2. | SIE Japan Studio        |
| Gun                                      | Ação                    | Microsoft Windows, PS2, Xbox, Xbox 360, GameCube.                                                          | Neversoft               |
| Mario Kart DS                            | Corrida Arcade          | Nintendo DS                                                                                                | Nintendo                |
| Tom Clancy's Splinter Cell: Chaos Theory | Stealth                 | Microsoft Windows, Xbox, Xbox 360, PS3.                                                                    | Ubisoft                 |
| Sid Meier's Civilization IV              | Estrategia por Turnos   | Microsoft Windows, Mac OS X.                                                                               | Firaxis Games           |